# Шатов, Михаил Григорьевич
Михаил Григорьевич Шатов (18 ноября 1919, Орлов, Вятская губерния — 13 сентября 1967, Фрунзе) — участник Великой Отечественной войны, лётчик, Герой Советского Союза.

## Биография
Родился в семье служащего, русский. Окончил школу № 1 в городе Котельниче, затем 3 курса Кировского педагогического института. Занимался в аэроклубе.
С 1940 года — в рядах Красной Армии. В 1942 году окончил Чкаловскую военно-авиационную школу пилотов. С мая 1943 года — на фронте; воевал в составе 7-го гвардейского штурмового авиационного полка (230-я штурмовая авиационная дивизия, 4-я воздушная армия, 2-й Белорусский фронт). Участвовал в боях за освобождение Северного Кавказа и Крыма, Белоруссии и Польши.
К августу 1944 года совершил 113 боевых вылетов на штурмовку войск противника. Уничтожил 15 танков, 63 автомашины, 18 цистерн с горючим, 23 орудия, 35 железнодорожных вагонов, 10 самолётов на земле, свыше 350 солдат и офицеров противника. В воздушных боях сбил три вражеских самолёта. Всего за время Великой Отечественной войны совершил 152 боевых вылета. Указом Президиума Верховного Совета СССР от 23 февраля 1945 года за образцовое выполнение заданий командования и проявленные мужество и героизм в боях с немецко-фашистскими захватчиками старшему лейтенанту Шатову Михаилу Григорьевичу присвоено звание Героя Советского Союза с вручением ордена Ленина и медали «Золотая Звезда» (№ 7225).
После войны продолжал службу в ВВС. В 1953 окончил Военно-воздушную академию.
С 1956 — в запасе, жил в городе Кирове, с 1963 по 1967 проживал в городе Фрунзе, Киргизская ССР.

## Награды
- медаль «Золотая Звезда»;
- орден Ленина;
- два ордена Красного Знамени;
- орден Отечественной войны 1-й степени;

## Память

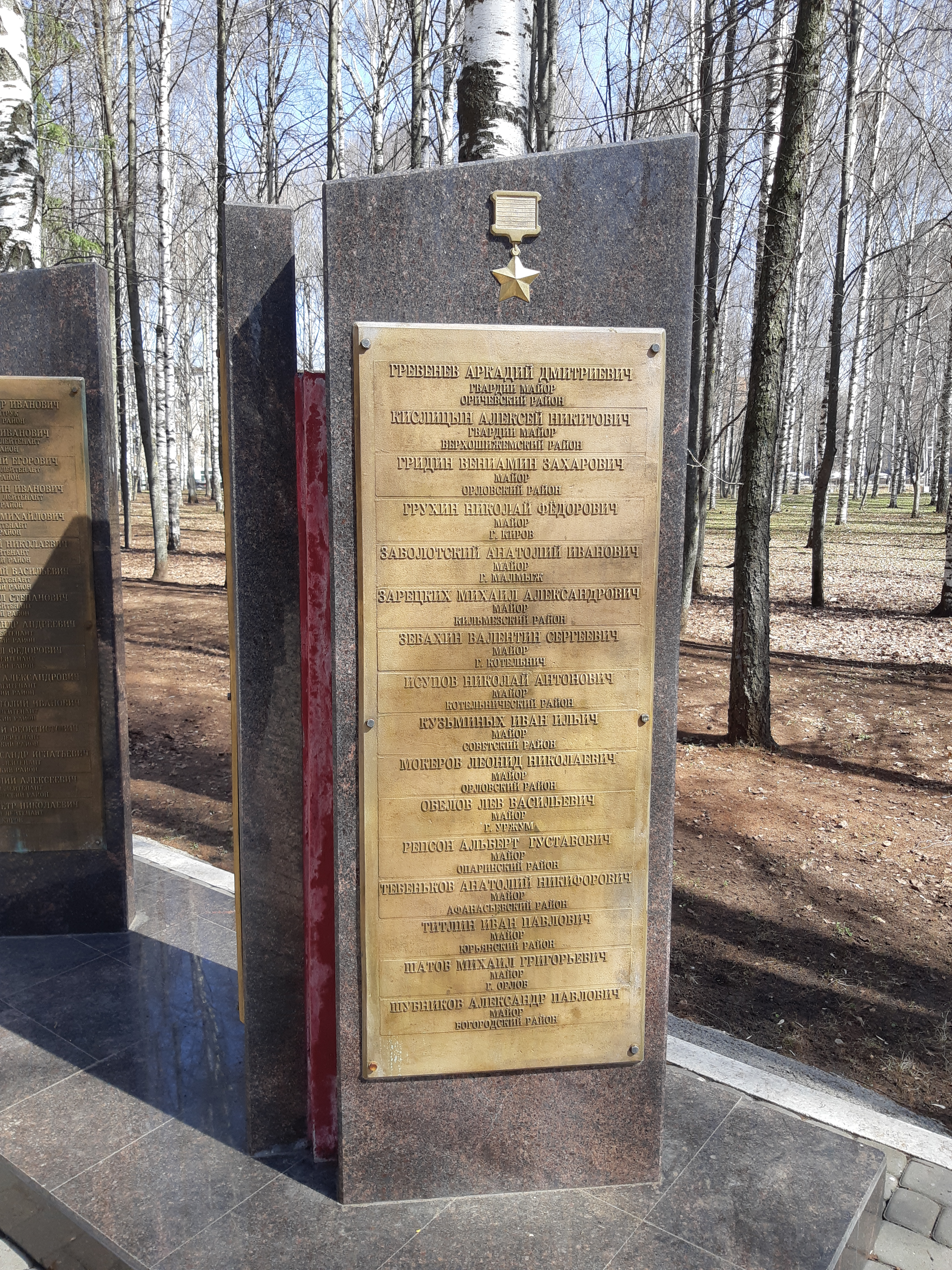
Имя Героя на гранитной стелле в парке Победы в Кирове.

- Его имя на гранитной стелле в парке Победы в Кирове.
- Имя Героя увековечено на мемориальной доске в честь Героев Советского Союза — уроженцев Кировской области в парке Дворца пионеров города Кирова.
- Имя Героя высечено золотыми буквами в зале Славы Центрального музея Великой Отечественной войны в Парке Победы города Москвы.
- На могиле героя установлен надгробный памятник.
- В городе Кирове на здании Вятского государственного педагогического университета и на Октябрьском проспекте, дом 50, в котором жил М. Г. Шатов, установлены мемориальные доски.
- Именем М. Г. Шатова названы улица в Котельниче и переулок в Орлове.